# Myrmotherula klagesi
El hormiguerito de Klages (Myrmotherula klagesi) es una especie de ave passeriforme de la familia Thamnophilidae perteneciente al numeroso género Myrmotherula. Es endémico de la cuenca amazónica en Brasil.

## Distribución y hábitat

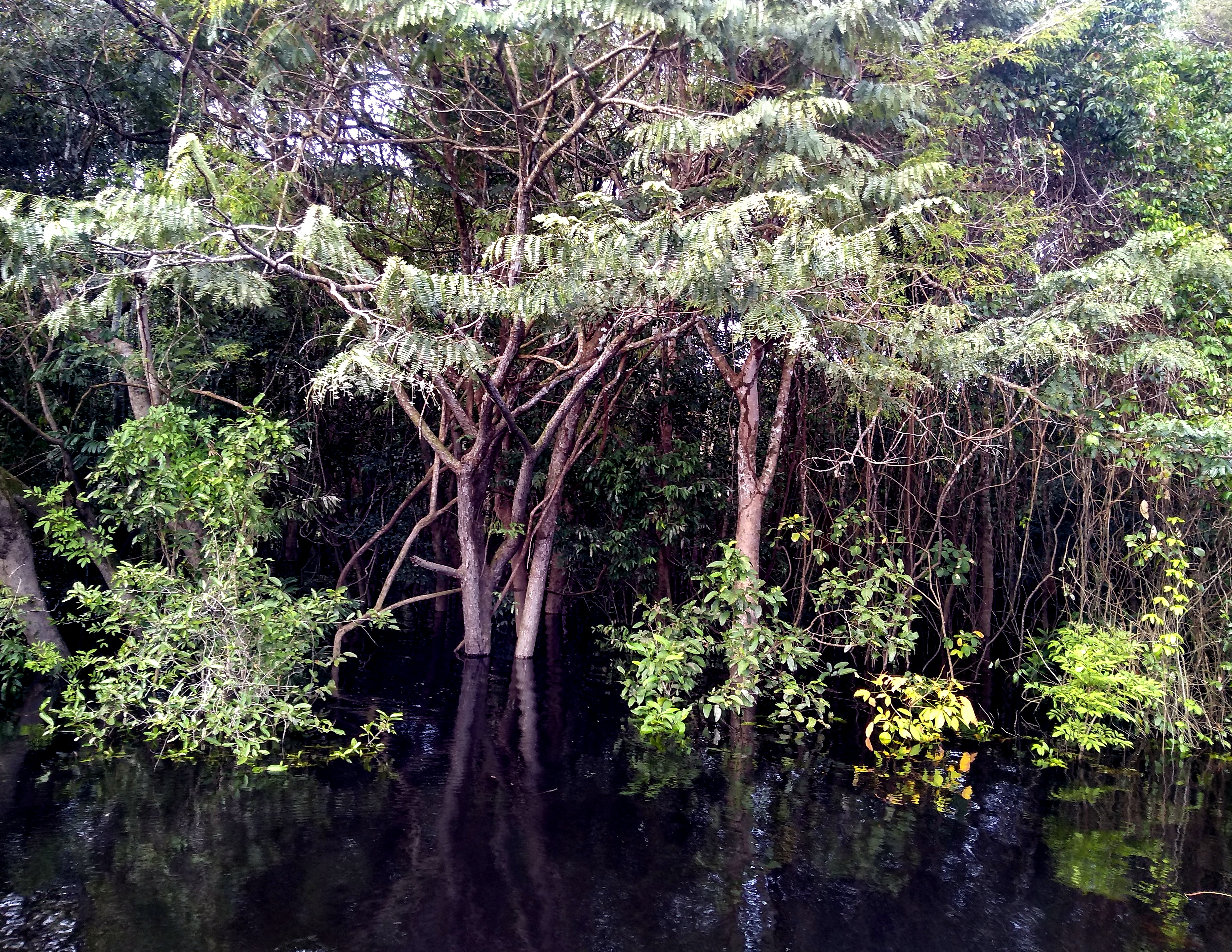
Várzea del Río Negro en el archipiélago de Anavilhanas, uno de los hábitats de la especie.

Se distribuye en el centro de la Amazonia brasileña en el bajo río Branco, bajo río Negro y hacia el este a lo largo del río Amazonas, incluyendo el bajo Madeira, hasta la desembocadura del Tapajós.
Esta especie es localmente bastante común en el dosel y en los bordes de bosques riparios y de várzea, debajo de los 100 m de altitud.

## Estado de Conservación
El hormiguerito de Klages ha sido calificado como casi amenazado por la 
Unión Internacional para la Conservación de la Naturaleza (IUCN) debido a su pequeña área de distribución y de ser restringido a un hábitat de selva especializado, que está bajo amenaza de deforestación e invasiones. Sin embargo, su zona todavía no está severamente fragmentada, y además, es bastante común en la bien protegida región del archipiélago de Anavilhanas, en el río Negro.

## Sistemática

### Descripción original
La especie M. klagesi fue descrita por primera vez por el ornitólogo estadounidense Walter Edmond Clyde Todd en 1927 bajo el mismo nombre científico; localidad tipo «Santarém, Pará, Brasil».

### Etimología
El nombre genérico femenino «Myrmotherula» es un diminutivo del género Myrmothera, del griego «murmos»: hormiga y «thēras»: cazador; significando «pequeño cazador de hormigas»; y el nombre de la especie «klagesi», homenajea al colector estadounidense Samuel M. Klages.

### Taxonomía
Los datos genéticos y morfológicos indican que esta especie, junto a Myrmotherula brachyura, M. ignota, M. ambigua, M. sclateri, M. surinamensis, M. pacifica, M. cherriei, M. multostriata y M. longicauda representan un grupo monofilético: el grupo de hormigueritos estriados.
La vocalización sugiere que es especie hermana de M. longicauda. Es monotípica.